# Bob Black
Pour les articles homonymes, voir Black.
Bob Black, né à Détroit le 4 janvier 1951, est un anarchiste américain, principalement connu pour son livre L'Abolition du travail.

## Brève biographie
Diplômé en sciences sociales et en droit, Bob Black formera, de 1977 à 1983, à peu près seul, la « Dernière Internationale », consacrée à la production d'affiches à tendance anarchiste/situationniste/absurdiste.

## Œuvre
Bob Black a écrit des articles et des essais dans des centaines de petits périodiques, mais aussi dans le Wall Street Journal, le Village Voice, Semiotext(e), Re-Search. 
Il collabore régulièrement au journal américain Anarchy, a Journal, a Desire Armed. 
Son livre, L'Abolition du travail (ou Travailler, moi ? Jamais !), de 1985, a été traduit dans sept langues, en particulier pour la première fois en français dans la revue Interrogations en 1990. Il y définit en quoi le travail est un crime contre l’humanité en lui-même ou à travers ses conséquences. Pour l’abolir, il propose une révolution ludique : « Les employés, enrégimentés toute leur vie, happés par le travail au sortir de l’école et mis entre parenthèses par leur famille à l’âge préscolaire puis à celui de l’hospice, sont accoutumés à la hiérarchie et psychologiquement réduits en esclavage. Leur aptitude à l’autonomie est si atrophiée que leur peur de la liberté est la moins irrationnelle de leurs nombreuses phobies. »
Il a participé aussi à l'édition de deux anthologies, l'une de « divagations » (1989), l'autre de diatribes contre le travail (1990).
Il a publié, en 2002, Anarchy after Leftism.

### Déicide

#### Crime imaginaire
Bob Black écrit 

« Le déicide est un crime sans victime »

### Ouvrages originaux en anglais
- The Abolition of Work, Loompanics Unlimited, 1985[3].
- Friendly Fire, New Autonomy Series, 1990[4].
- Beneath the Underground, Feral House, 1994[5].
- Anarchy After Leftism, CAL Press, 1997[6].

### Ouvrages traduits en français
- Travailler, moi ? Jamais !  (trad. Julius Van Daal), L'Esprit frappeur, 2005 (lire en ligne)[7]
- Thèses sur le Groucho marxisme et autres textes, L'Esprit frappeur, 1998[8].